# The Connells
The Connells is een Amerikaanse band uit Raleigh, North Carolina. De band startte in 1984 en is in de kern nog steeds samen. De muziek kenmerkt zich door het gitaarspel, de powerpopstijl en de introspectieve teksten over de Zuidelijke Verenigde Staten. Ondanks de thematiek is de band populairder in Europa dan in de VS.

## Populariteit

### Populariteit in Nederland en België
In 1995 bereikten The Connells met het lied '74-'75 het hoogtepunt van hun populariteit in Europa, waaronder Nederland en België. In Nederland bereikte het lied plaats 8 in de top 40, in Wallonië plaats 9 en in Vlaanderen zelfs plaats 2.

### Populariteit elders
De single '74-'75 haalde in 1995 in Noorwegen en Zweden een nummer één notering in de hitlijsten. Ook in Duitsland (nr. 7), Oostenrijk (nr. 6), Zwitserland (nr. 3) en Frankrijk (nr. 4) behaalde de single een top-10 notering. Het album Ring behaalde in 1995 eveneens een top-10 notering in Oostenrijk (nr. 10).

## Discografie

### Albums
- Darker Days (1985)
- Boylan Heights (1987)
- Fun & Games (1989)
- One Simple Word (1990)
- Ring (1993)
- Weird Food and Devastation (1996)
- Still Life (1998)
- Old School Dropouts (2001)

### Singles
- "Something to Say" (1989)
- "Stone Cold Yesterday" (1990)
- "Get a Gun" (1991)
- "'74-'75" (1994)
- "Slackjawed" (1995)

### Extended plays
- Hats Off (1985)
- New Boy (1994)

### NPO Radio 2 Top 2000
| Nummer met noteringen in de NPO Radio 2 Top 2000 | '12 | '13  |
| ------------------------------------------------ | --- | ---- |
| '74-'75                                          | 886 | 1630 |

1. ↑  Een vetgedrukt getal geeft de hoogste notering aan.
2. ↑  2012 was het eerste jaar met een notering voor dit nummer.
3. ↑  Deze tabel is bijgewerkt tot en met de laatste editie (2024).